# Spithridatès
Spithridatès (Σπιθριδάτης / Spithridatès) est le satrape perse de Lydie sous le règne de Darius III au IVe siècle av. J.-C. Les sources antiques mentionnent parfois qu’il est aussi satrape d’Ionie mais cette satrapie, qui réunit les provinces de Carie, de Lycie, de Pamphylie et d’Ionie, s’avère être distincte.

## Biographie
Après le débarquement en Asie de l’armée macédonienne au printemps 334 av. J.-C., Spithridatès s’oppose en compagnie d’Arsitès, satrape de Phrygie hellespontique, à la politique de la terre brûlée préconisée par Memnon de Rhodes et choisit d’attendre Alexandre sur le fleuve Granique. Il participe à la bataille du Granique (mai 334) en tant que commandant de la cavalerie des Hyrcaniens. Les troupes de Spithridatès encaissent la charge de la cavalerie des Compagnons. 
Le satrape montre un grand courage dans la bataille et livre un combat singulier contre Alexandre. Il manque de tuer le roi mais celui-ci est sauvé par l’un de ses Compagnons, Cleitos, qui abat Spithridatès ; selon Arrien, Cleitos lui aurait tranché le bras ; tandis que pour Plutarque, il l’aurait transpercé de sa lance. Dans son récit de la bataille, Diodore de Sicile le confond avec Mithidratès, le gendre de Darius III qu’Alexandre a tué en combat singulier, et raconte l’épisode de la main tranchée au sujet de Rhosacès, frère de Spithridatès.